# Tyler Kropp
Tyler Kropp (Columbus, Ohio; 6 de marzo de 2007) es un basquetbolista argentino nacido en Estados Unidos. Mide 2,05 metros y se desempeña como ala-pívot. Actualmente integra el equipo de Northwestern Wildcats, que compite en la Big Ten Conference de la NCAA Division I.

## Trayectoria

### Inicios
Tyler Kropp nació el 6 de marzo de 2007 en Estados Unidos, pero posee nacionalidad argentina por ser hijo de madre argentina. A los pocos meses de vida, su familia se radicó definitivamente en Zárate, provincia de Buenos Aires, donde Kropp creció y se formó tanto en lo personal como en lo deportivo.
En 2021 fue seleccionado para incorporarse a la NBA Academy Latin America, con sede en San Luis Potosí, México. En dicho programa, orientado al desarrollo de jóvenes talentos del continente, Kropp completó su formación secundaria mientras participaba en competencias internacionales, campus de desarrollo y torneos organizados por la NBA y la FIBA. Durante su paso por la academia, mostró un crecimiento sostenido como ala-pívot, caracterizándose por su versatilidad defensiva, capacidad de rebote y eficiencia en el juego interior.

### Carrera universitaria
En abril de 2024 fue confirmado como nuevo recluta de la Universidad Northwestern, ubicada en Illinois, Estados Unidos, para disputar la temporada 2024-25 de la División I de la NCAA con los Northwestern Wildcats. Se convirtió en el primer argentino en la historia en integrar el programa de este equipo. Su incorporación fue destacada por medios especializados de Argentina y Estados Unidos debido a su proyección física (2,05 metros) y su versatilidad como ala-pívot.
La universidad valoró su capacidad atlética, su lectura del juego y su experiencia en la NBA Academy, que le permitió competir a alto nivel antes de arribar al básquet universitario estadounidense.

## Selección nacional
A nivel internacional, integró la selección argentina sub-18 que participó en el Campeonato FIBA Américas U18 de 2024, disputado en Buenos Aires, donde el equipo nacional logró el tercer puesto y la clasificación al Mundial. En ese certamen, Kropp promedió 10.2 puntos, 5.8 rebotes y 1.3 tapas por partido, destacándose como uno de los principales internos del equipo.
En julio de 2025 formó parte del plantel argentino que disputó la Copa del Mundo FIBA U19 en Debrecen, Hungría, donde el equipo finalizó en el 11.º puesto. En el torneo, Kropp promedió 9.4 puntos y 6.1 rebotes por encuentro, con un 55 % de acierto en lanzamientos de campo, consolidándose como una pieza importante en la zona pintada. Su actuación incluyó un doble-doble ante Egipto y un destacado rendimiento frente a Turquía.

## Estilo de juego
Se desempeña como ala-pivote, destacándose por su capacidad para correr la cancha, su físico potente y su habilidad para el rebote. Ha sido elogiado por su actitud defensiva y por su margen de crecimiento en el tiro exterior, aspecto que ha estado trabajando desde su paso por la NBA Academy.